# فرانسوا کوتی
فرانسوا کوتی (انگلیسی: François Coty؛ ۳ مهٔ ۱۸۷۴ – ۲۵ ژوئیهٔ ۱۹۳۴) کارآفرین، سیاست‌مدار و بازرگان اهل فرانسه بود، که در سال ۱۹۰۴ شرکت کوتی اینکورپوریتد را تأسیس نمود.